# The Real Thing (pièce de théâtre)
Pour les articles homonymes, voir The Real Thing.
The Real Thing est une pièce de théâtre de Tom Stoppard écrite et représentée pour la première fois en 1982.
La pièce examine la nature de l’honnêteté et l'auteur utilise à cette fin une pièce dans une pièce pour intéresser le public en jouant sur la différence entre le semblant et la réalité.

## Argument
La pièce est centrée sur la relation entre Henry et Annie, une actrice faisant partie d'un comité de libération d'un soldat écossais emprisonné pour avoir brûlé un mémorial au cours d'une manifestation.

## Productions
Dans les adaptations sur scène, à Londres (Strand Theatre) en 1982 et à Broadway en 1984 et 2000, le rôle de Henry a été interprété par Roger Rees (1982), Jeremy Irons (1984) et Stephen Dillane (2000) et celui d'Annie par Felicity Kendal (1982), Glenn Close (1984) et Jennifer Ehle (2000), et chacun d'entre eux ont été récompensés par un Tony Award, et la pièce de 2000 a également remporté le Tony Award de la meilleure pièce reprise.